# Filmfare Awards (1979)
26-я церемония награждения Filmfare Awards прошла в городе Бомбей 13 марта 1979 года. На ней были отмечены лучшие киноработы на хинди, вышедшие в прокат до конца 1978 года.

## Список лауреатов и номинантов

### Основные премии
| Категории                         | Фото лауреатов     | Лауреаты и номинанты                                                         | Фильмы                                                                  | Роли                                                                    |
| --------------------------------- | ------------------ | ---------------------------------------------------------------------------- | ----------------------------------------------------------------------- | ----------------------------------------------------------------------- |
| Лучший фильм                      | Лучший фильм       | • «Ankhiyon Ke Jharokhon Se» (реж. Хирен Наг, прод. Тарачанд Барджатья)      | • «Ankhiyon Ke Jharokhon Se» (реж. Хирен Наг, прод. Тарачанд Барджатья) | • «Ankhiyon Ke Jharokhon Se» (реж. Хирен Наг, прод. Тарачанд Барджатья) |
| Лучший фильм                      | Лучший фильм       | • «Внебрачный сын» (реж. и прод. Радж Кхосла)                                |                                                                         |                                                                         |
| Лучший фильм                      | Лучший фильм       | • «Владыка судьбы» (реж. и прод. Пракаш Мехра)                               |                                                                         |                                                                         |
| Лучший фильм                      | Лучший фильм       | • «Шахматисты» (реж. Сатьяджит Рай, прод. Суреш Джиндал)                     |                                                                         |                                                                         |
| Лучший фильм                      | Лучший фильм       | • «Трезубец бога Шивы» / «По закону чести» (реж. Яш Чопра, прод. Гулшан Рай) |                                                                         |                                                                         |
| Лучшая режиссёрская работа        |                    | • Пракаш Мехра                                                               | «Владыка судьбы»                                                        | «Владыка судьбы»                                                        |
| Лучшая режиссёрская работа        | • Радж Кхосла      | «Внебрачный сын»                                                             | «Внебрачный сын»                                                        |                                                                         |
| Лучшая режиссёрская работа        | • Радж Капур       | «Истина, любовь и красота»                                                   | «Истина, любовь и красота»                                              |                                                                         |
| Лучшая режиссёрская работа        | • Сатьяджит Рай    | «Шахматисты»                                                                 | «Шахматисты»                                                            |                                                                         |
| Лучшая режиссёрская работа        | • Яш Чопра         | «Трезубец бога Шивы» / «По закону чести»                                     | «Трезубец бога Шивы» / «По закону чести»                                |                                                                         |
| Лучшая мужская роль               |                    | • Амитабх Баччан                                                             | «Главарь мафии»                                                         | главарь мафии Дон, его двойник Виджай                                   |
| Лучшая мужская роль               | • Амитабх Баччан   | «Владыка судьбы»                                                             | Сикандер                                                                |                                                                         |
| Лучшая мужская роль               | • Амитабх Баччан   | «Трезубец бога Шивы» / «По закону чести»                                     | Виджай Кумар                                                            |                                                                         |
| Лучшая мужская роль               | • Санджив Кумар    | «Божество»                                                                   | Тони / Тарун Верма Гупта                                                |                                                                         |
| Лучшая мужская роль               | • Санджив Кумар    | «Муж, жена и...»                                                             | Ранджит Чханда                                                          |                                                                         |
| Лучшая женская роль               |                    | • Нутан                                                                      | «Внебрачный сын»                                                        | Санджукта Чоухан                                                        |
| Лучшая женская роль               | • Ракхи            | «Непонимание»                                                                | Арти Гупта                                                              |                                                                         |
| Лучшая женская роль               | • Ранджита         | «Ankhiyon Ke Jharokhon Se»                                                   | Лили Фернандес                                                          |                                                                         |
| Лучшая женская роль               | • Рекха            | «Ghar»                                                                       | Арти Чандра                                                             |                                                                         |
| Лучшая женская роль               | • Зинат Аман       | «Истина, любовь и красота»                                                   | Рупа                                                                    |                                                                         |
| Лучшая мужская роль второго плана |                    | • Дэнни Дензонгпа                                                            | «Божество»                                                              | инспектор Лоуренс                                                       |
| Лучшая мужская роль второго плана | • Рандхир Капур    | «Клятвы и обещания»                                                          | Раджу                                                                   |                                                                         |
| Лучшая мужская роль второго плана | • Саид Джаффри     | «Шахматисты»                                                                 | Мир Рошан Али                                                           |                                                                         |
| Лучшая мужская роль второго плана | • Санджив Кумар    | «Трезубец бога Шивы» / «По закону чести»                                     | Радж Кумар Гупта                                                        |                                                                         |
| Лучшая мужская роль второго плана | • Винод Кханна     | «Владыка судьбы»                                                             | Вишал Ананд                                                             |                                                                         |
| Лучшая женская роль второго плана |                    | • Аша Парекх                                                                 | «Внебрачный сын»                                                        | Тулси                                                                   |
| Лучшая женская роль второго плана | • Нутан            | «Внебрачный сын»                                                             | Санджокта Чаухан                                                        |                                                                         |
| Лучшая женская роль второго плана | • Ранджита         | «Муж, жена и...»                                                             | Нирмала Дешпанде                                                        |                                                                         |
| Лучшая женская роль второго плана | • Рекха            | «Владыка судьбы»                                                             | Зохра Бай                                                               |                                                                         |
| Лучшая женская роль второго плана | • Рина Рой         | «Apnapan»                                                                    | Камини Агарвал                                                          |                                                                         |
| Лучшее исполнение комической роли |                    | • Асрани                                                                     | «Муж, жена и...»                                                        | Абдул Карим Дуррани                                                     |
| Лучшее исполнение комической роли | • Девен Варма      | «Khatta Meetha»                                                              | Дара                                                                    |                                                                         |
| Лучшее исполнение комической роли | • Девен Варма      | «Chor Ke Ghar Chor»                                                          | Парвинбхай                                                              |                                                                         |
| Лучшее исполнение комической роли | • Кешто Мукхерджи  | «Свободный»                                                                  | Рамеш Шарма                                                             |                                                                         |
| Лучшее исполнение комической роли | • Р. П. Сетхи      | «Владыка судьбы»                                                             | Пьярелал Аваре                                                          |                                                                         |
| Лучший сюжет                      |                    | • Чандракант Какодкар                                                        | «Внебрачный сын»                                                        | «Внебрачный сын»                                                        |
| Лучший сюжет                      | • Динеш Тхакур     | «Ghar»                                                                       | «Ghar»                                                                  |                                                                         |
| Лучший сюжет                      | • Лаксмикант Шарма | «Владыка судьбы»                                                             | «Владыка судьбы»                                                        |                                                                         |
| Лучший сюжет                      | • Салим-Джавед     | «Трезубец бога Шивы» / «По закону чести»                                     | «Трезубец бога Шивы» / «По закону чести»                                |                                                                         |
| Лучший сюжет                      | • Самареш Басу     | «Книга жизни»                                                                | «Книга жизни»                                                           |                                                                         |

### Музыкальные премии
| Категории                       | Фото лауреатов          | Лауреаты и номинанты       | Фильмы                       | Песни                     |
| ------------------------------- | ----------------------- | -------------------------- | ---------------------------- | ------------------------- |
| Лучшая музыка к песне           |                         | • Кальянджи-Ананджи        | «Главарь мафии»              | «Главарь мафии»           |
| Лучшая музыка к песне           | • Лаксмикант-Пьярелал   | «Истина, любовь и красота» | «Истина, любовь и красота»   |                           |
| Лучшая музыка к песне           | • Р. Д. Бурман          | «Шалимар»                  | «Шалимар»                    |                           |
| Лучшая музыка к песне           | • Раджеш Рошан          | «Des Pardes»               | «Des Pardes»                 |                           |
| Лучшая музыка к песне           | • Равиндра Джайн        | «Ankhiyon Ke Jharokhon Se» | «Ankhiyon Ke Jharokhon Se»   |                           |
| Лучшие слова к песне            |                         | • Ананд Бакши              | «Внебрачный сын»             | «Main Tulsi Tere»         |
| Лучшие слова к песне            | • Ананд Бакши           | «Apnapan»                  | «Aadmi Musafir Hai»          |                           |
| Лучшие слова к песне            | • Анжан                 | «Главарь мафии»            | «Khaike Paan»                |                           |
| Лучшие слова к песне            | • Пандит Нарендра Шарма | «Истина, любовь и красота» | «Satyam Shivam Sundaram»     |                           |
| Лучшие слова к песне            | • Равиндра Джайн        | «Ankhiyon Ke Jharokhon Se» | «Ankhiyon Ke Jharoko Se»     |                           |
| Лучший мужской закадровый вокал |                         | • Кишор Кумар              | «Главарь мафии»              | «Khaike Paan Banaraswala» |
| Лучший мужской закадровый вокал | • Кишор Кумар           | «Владыка судьбы»           | «O Saathi Re»                |                           |
| Лучший мужской закадровый вокал | • Кишор Кумар           | «Шалимар»                  | «Hum Bewafa Harghiz Na»      |                           |
| Лучший мужской закадровый вокал | • Мохаммед Рафи         | «Apnapan»                  | «Aadmi Musafir Hai»          |                           |
| Лучший мужской закадровый вокал | • Мукеш                 | «Истина, любовь и красота» | «Chancahl Sheetal»           |                           |
| Лучший женский закадровый вокал |                         | • Аша Бхосле               | «Владыка судьбы»             | «O Saathi Re»             |
| Лучший женский закадровый вокал | • Аша Бхосле            | «Главарь мафии»            | «Ye Mera Dil Pyar Ka Diwana» |                           |
| Лучший женский закадровый вокал | • Хемлата               | «Ankhiyon Ke Jharokhon Se» | «Ankhiyon Ke Jharoko Se»     |                           |
| Лучший женский закадровый вокал | • Шобха Гурту           | «Внебрачный сын»           | «Sayyan Rooth Gaye»          |                           |
| Лучший женский закадровый вокал | • Уша Утхуп             | «Шалимар»                  | «One Two Cha-Cha-Cha»        |                           |

### Премии критиков
| Категории                   | Фильмы-лауреаты                                            |
| --------------------------- | ---------------------------------------------------------- |
| Лучший художественный фильм | • «Странная история Арвинда Десаи» (реж. Саид Ахтар Мирза) |
| Лучший документальный фильм | • «Malfunction» (реж. Панкадж Парашар)                     |

### Технические премии
| Категории                            | Лауреаты          | Фильмы                     |
| ------------------------------------ | ----------------- | -------------------------- |
| Лучший диалог                        | • Рахи Масум Реза | «Внебрачный сын»           |
| Лучший сценарий                      | • Камлешвар       | «Муж, жена и…»             |
| Лучший монтаж                        | • Б. Прасад       | «Badalte Rishtey»          |
| Лучшая операторская работа           | • Радху Кармакар' | «Истина, любовь и красота» |
| Лучшая работа художника-постановщика | • Т. К. Десаи     | «Des Pardes»               |
| Лучший звук                          | • Ранджит Бисвас  | «Божество»                 |

## Наибольшее количество номинаций и побед
- «Внебрачный сын» — 9 (3)
- «Владыка судьбы» — 9 (0)
- «Истина, любовь и красота» — 6 (2)
- «Главарь мафии» — 5 (3)
- «По закону чести» — 5 (0)
- «Ankhiyon Ke Jharokhon Se» — 5 (0)
- «Муж, жена и…» — 4 (1)